# Alexander Chatissjan

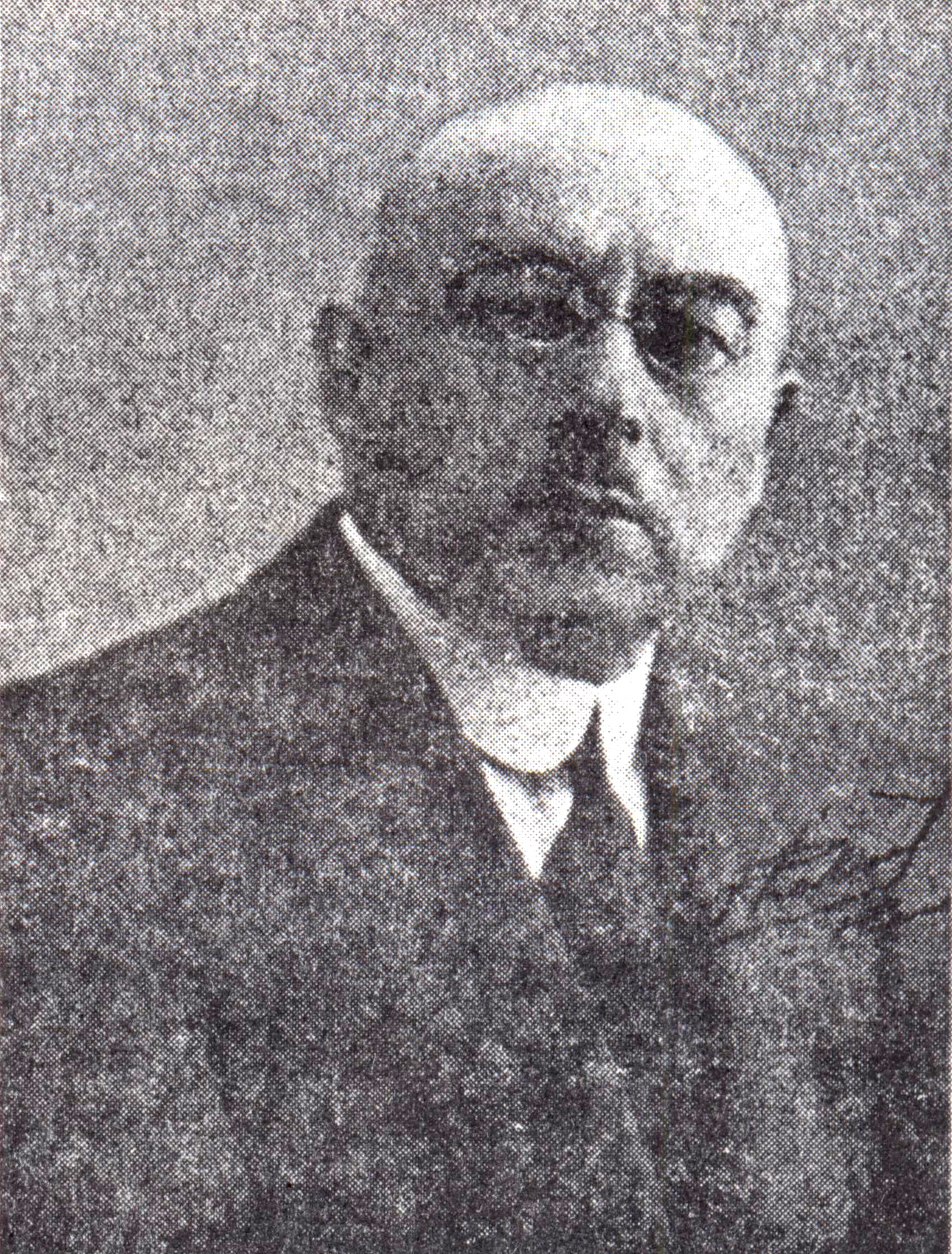
Alexander Chatissjan

Alexander Chatissjan (armenisch Ալեքսանդր Խատիսեան, * 17. Februar 1874 in Tiflis, Russisches Reich, heute Georgien; † 10. März 1945 in Paris, Frankreich) war ein armenischer Journalist und Politiker der Armenischen Revolutionären Föderation.

## Leben
Alexander Chatissjan war von 1910 bis 1917 Bürgermeister von Tiflis. Im Sommer 1914 beriet sich Graf Illarion Iwanowitsch Woronzow-Daschkow mit Chatissjan, dem Primat von Tiflis, Bischof Mesrop und dem berühmten Zivilführer Hakob Sawriew über die Gründung der armenischen Freiwilligenverbände. 1917 diente Chatissjan als Bürgermeister von Alexandropol.
Während der Errichtung der Ersten Republik Armenien war er Mitglied des Armenischen Nationalrates von Tiflis im All-armenischen Nationalrat und später im Ständigen Exekutivausschuss, das vom Armenischen Kongress Ostarmeniens gewählt wurde. Nach der Ausrufung der Demokratischen Republik Armenien diente er vom 30. Juni bis zum 4. November 1918 als Außenminister und unterzeichnete den Vertrag von Batumi mit dem Osmanischen Reich. Am 13. Dezember 1918 wurde er zum Wohlfahrtsminister ernannt, was er dann bis zum 7. Februar 1919 blieb. Ab dem 26. Januar 1919 bis zum 27. April 1919 war er zudem Innenminister. Er wurde am 28. Mai 1919 zum Premierminister gewählt, was er bis zum 5. Mai 1920 blieb. Gleichzeitig übte er vom 27. April 1919 bis zum 5. Mai 1920 das Amt des Außenministers aus.